# Maria Zheng Xu
Św. Maria Zheng Xu (chiń. 鄭緒瑪利) (ur. ok. 1889 r. w Kou, Hebei w Chinach, zm. 28 czerwca 1900 r. w Wangla, Hebei) – święta Kościoła katolickiego, męczennica.
Maria Zheng Xu urodziła się ok. 1889 r. w Kou w prowincji Hebei. Wychowywała się w sierocińcu założonym przez księży katolickich we wsi Wangla.
24 czerwca 1900 r., podczas powstania bokserów, gdy w Chinach doszło do prześladowań chrześcijan, powstańcy opanowali wieś, spalili kościół i zabili wszystkich katolików, którym nie udało się uciec. Przy życiu pozostała Maria Zheng Xu i trzy inne sieroty (Łucja Wang Cheng, Maria Fan Kun, Maria Qi Yu). Powstańcy zabrali je najpierw do Yingjia, później do Mazetang, a następnie do wioski Mala. Trzy młodsze dziewczynki płakały w drodze, pocieszała je Łucja Wang Cheng. Po przybyciu do wsi Wangla wszystkie cztery odmówiły wyrzeczenia się wiary, po czym zostały zamordowane.
Dzień jej wspomnienia to 9 lipca (w grupie 120 męczenników chińskich).
Została beatyfikowana 17 kwietnia 1955 r. przez Piusa XII w grupie Leon Mangin i 55 Towarzyszy. Kanonizowana w grupie 120 męczenników chińskich 1 października 2000 r. przez Jana Pawła II.